# James Cullen Bressack
James Cullen Bressack est un producteur de cinéma, scénariste et réalisateur américain né le 29 février 1992 à Los Angeles. Il est le fils de Gordon Bressack, scénariste primé aux Emmy Awards, et de l’actrice de doublage Ellen Gerstell,.

## Carrière
Le premier long métrage de James Cullen Bressack, My Pure Joy, est sorti en 2011. Son film Hate Crime (2012), l’histoire d’une famille juive terrorisée chez elle par des néo-nazis, a été interdit au Royaume-Uni en 2015 par le British Board of Film Classification en raison de la « manière incessante dont [il] se concentre sur les abus physiques et sexuels, aggravés par des invectives racistes,».
Son film To Jennifer (2013) a été entièrement filmé à l’aide d’un iPhone. Son film d'horreur Pernicious (2014) a été décrit comme « The Ring rencontre Hostel ».
En 2015, il a lancé la société de production Grit Film Works avec Zack Ward. Tous deux ont co-écrit les films Bethany (réalisé par Bressack et mettant en vedette Ward, Shannen Doherty et Tom Green) et Restoration (réalisé par Ward),.
Il a réalisé en 2017 le thriller Limelight. À la fin de 2017, il a réalisé le thriller de vengeance surnaturel Together et, en 2018, le thriller psychologique Alone,.

## Filmographie

### Films
- My Pure Joy (2011)
- Theatre of the Deranged (2011, segments Andy's Theatre of Derange, Speak Easy)
- 13/13/13 (2013)[12]
- Hate Crime (2012)[13],[14],[15] (interdit au Royaume-Uni en 2015)[16]
- To Jennifer (2013)
- White Crack Bastard (2014)
- Theatre of the Deranged II (2014, segment Unmimely Demise)
- Pernicious (2015)[17]
- The Condo (2015)
- 2 Jennifer (2016, en tant qu’acteur dans le rôle de James)
- Limelight (2017)
- CarGo (2017)
- Bethany (2017)
- Beyond the Law (2019)
- Blood Craft (2019)
- The Call (2020)
- Survive the Game (2021)
- Fortress (2021)
- Sally Floss: Digital Detective (2022)[18]
- Hot Seat (2022)
- 2024 : Hatch : Protection rapprochée (Darkness of Man)

### Courts métrages
- The Pointless Adventure of Brad and Dylan (2004)
- Heroine Junky for Dummies (2005)
- Lunar Impossible (2006)
- Reflecting Love (2008)
- The Moving Chair (2008)
- CollEDGE (2008)
- The Music-Box Killer (2008)
- Unmimely Demise (2011)
- Dr Suess's There's a Wocket in My Pocket (2012)
- Family Time (2013)
- Unicorn Zombie Apocalypse (2014)

### Television
- Oh, We Review! (2010-2012, 19 épisodes)
- Blood Lake: L’attaque des lamproies tueuses (2014, téléfilm)[19],[20]